# Nacza (obwód brzeski)

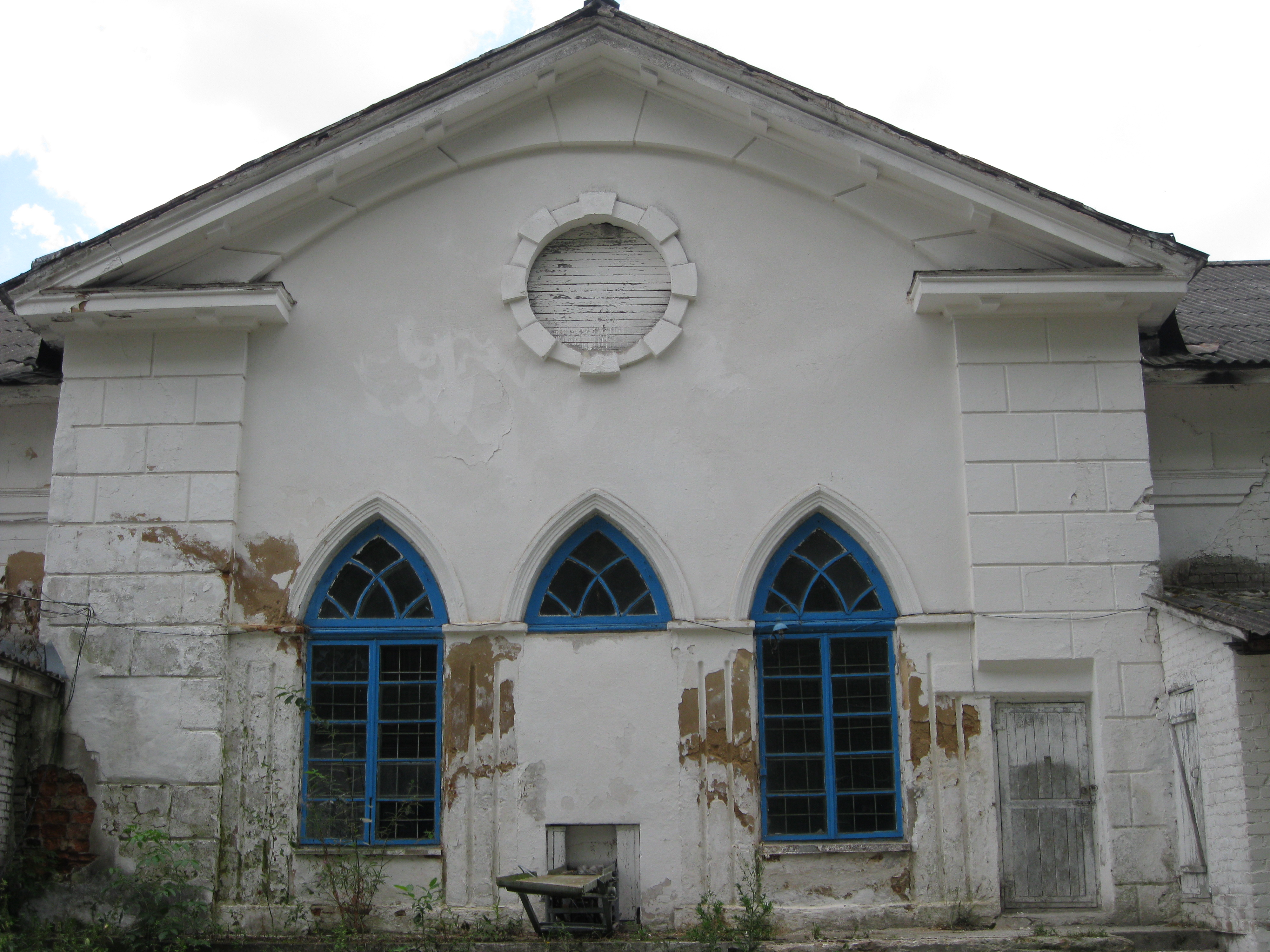
Zniszczona strona ogrodowa pałacu, stan w 2014 roku

Nacza (biał. Нача i ros. Нача, hist. Nacz, Nacz Bryndzowska) – agromiasteczko na Białorusi, w rejonie lachowickim obwodu brzeskiego, nad rzeką Naczą, dopływem Łani, około 11 km na wschód od Lachowicz.

## Historia
W XV wieku były to dobra Niemirowiczów. Należały do syna Jana Niemiry – Fiedka (Teodora) Niemirowicza, najprawdopodobniej namiestnika briańskiego. Po śmierci Fiedka dobra odziedziczyły jego dzieci Anna Niemirowiczówna, żona Bartosza Taborowicza, i Piotr Niemirowicz „Pieńko” (zm. ok. 1500) – ojciec Jana Niemirowicza „Pieńki”, Zofii I v. za Stanisławem Dowojno II v. za Janem Steczko i Anny za Janem Dowojnowiczem. Anna Niemirowicz, wychodząc za Bartosza Taborowicza wniosła Naczę do wspólnego majątku. Ich syn, Jan, był właścicielem majątku w 1509 roku. W tym też roku (29 stycznia 1509) król Zygmunt I Stary potwierdził Janowi Niemirowiczowi „Pieńce” prawa do Naczy. Później ziemie te stały się królewszczyzną. Król Zygmunt August podarował je wojskiemu nowogródzkiemu A. Bryndze i od tego czasu zwano te dobra Naczą Bryndzowską. Jeszcze za życia króla Nacza stała się własnością Andrzeja Podarewskiego. Z czasem majątek ten stał się własnością jezuicką. Po zdławieniu insurekcji kościuszkowskiej został skonfiskowany i nadany książętom Massalskim. W 1798 roku Naczę kupił Franciszek Czarnocki (1757–1842), podstoli i rotmistrz witebski, przeznaczając ten majątek dla swojego starszego syna, Michała (1784–1861). Po Michale dobra te, liczące wtedy 1308 dziesięcin, dziedziczył jego syn, Kazimierz (ur. w 1823 roku), a po nim – jego syn, Michał, ostatni właściciel Naczy. Mieszkał tu również brat Michała, Napoleon Czarnocki (1866–1937), lekarz i publicysta, który przebywał tu pod dozorem policji za udział w studenckich zamieszkach w 1890 roku.
Po III rozbiorze Polski w 1795 roku Nacza wcześniej należąca do województwa nowogródzkiego Rzeczypospolitej (a między II i III rozbiorem – do namiestnictwa mińskiego), znalazła się na terenie powiatu słuckiego (ujezdu) kolejno guberni: słonimskiej, litewskiej, grodzieńskiej i mińskiej Imperium Rosyjskiego.
Po ustabilizowaniu się granicy polsko-radzieckiej w 1921 roku Nacz Bryndzowska (wieś miała wtedy taką nazwę) znalazła się na terenie Polski, w gminie Lachowicze w powiecie baranowickim województwa nowogródzkiego. W 1921 miejscowość liczyła 123 mieszkańców, zamieszkałych w 10 budynkach, w tym 72 Białorusinów i 51 Polaków. 69 mieszkańców było wyznania prawosławnego i 54 rzymskokatolickiego. 
Od 1945 roku – w ZSRR, od 1991 roku – na terenie Republiki Białorusi. W 2009 roku w Naczy mieszkało 578 osób.

## Dwór
Michał Czarnocki wybudował tu klasycystyczny dwór w latach 1810–1815. Został on przebudowany w latach 1905–1910 według projektu architekta A. Krzyżanowskiego. Jest to parterowy, murowany budynek wzniesiony na planie prostokąta, dziewięcioosiowy, na wysokiej podmurówce, z monumentalnym sześciokolumnowym portykiem zwieńczonym trójkątnym drewnianym szczytem od frontu, nadającym domowi charakter pałacu, przykryty gładkim, czterospadowym, a po przebudowie Krzyżanowskiego – dwuspadowym dachem. Od ogrodu jest płytki centralny ryzalit, o narożach zdobionych boniowaniem, z trzema ostrołukowymi oknami i rozetą. Do szczytów budynku, ozdobionych pilastrami, przylegają niewielkie kamienne tarasy. W centralnej części budynku mieszczą się westybul i sala balowa, nad którą znajduje się antresola. Pozostała część ma układ dwutraktowy.
Przed domem rozciągał się wielki, kolisty, przecięty przez środek, gazon. Do podjazdu wokół gazonu wiodła szeroka aleja obsadzona włoskimi topolami. Po prawej stała parterowa oficyna. Właściwy, kilkuhektarowy park leżał za domem. W zachodniej części parku stał niezwykły kamienny stół, na niskiej kolumnie (obecnie rozbity). W części wschodniej – wielki klomb o średnicy 7 m, z modrzewiem pośrodku (który dawno usechł) i 12 modrzewiami na obwodzie, służący za zegar słoneczny, w pobliżu była sadzawka. W parku i pobliskim lasku, na tzw. pańskich mogiłkach można znaleźć stare nagrobki.
Obecnie za dworem znajduje się nieduży fragment zaniedbanego parku krajobrazowego. Zachowała się część dawnych zabudowań gospodarczych: między innymi oficyna, stajnia i gorzelnia, rozmieszczonych pomiędzy współczesnymi budynkami. Obecnie zespół jest użytkowany przez miejscowy kołchoz.
Majątek w Naczy Bryndzowskiej jest opisany w 2. tomie Dziejów rezydencji na dawnych kresach Rzeczypospolitej Romana Aftanazego.
Kompleks pałacowo-parkowy jest historyczno-kulturalnym zabytkiem Białorusi o numerze ewidencyjnym  112Г000480.

## Ludzie związani z Naczą
- Marian Falski